# Enköpings tingsrätt
Enköpings tingsrätt var en tingsrätt i Sverige med kansli i Enköping. Tingsrättens domsaga omfattade kommunerna Enköping och Håbo. Tingsrätten och dess domsaga ingick i domkretsen för Svea hovrätt. Tingsrätten och dess domsaga uppgick 2005 i Uppsala tingsrätt och domsaga.

## Administrativ historik
Vid tingsrättsreformen 1971 bildades denna tingsrätt i Enköping av  häradsrätten för Trögds tingslag. Domkretsen bildades av delar ur tingslaget samt en del av Västmanlands östra domsagas tingslag. Namnet på tingsrätten var till 22 september 1980 Uppsala läns södra tingsrätt. 1971 omfattade domsagan Enköpings och Håbo kommuner. 
Den 28 november 2005 upphörde Enköpings tingsrätt och domsaga och uppgick då i Uppsala tingsrätt och domsaga. 

## Lagmän
- 1971–1977 Eric Stangenberg
- 1977–1983 Erik Öhlén
- 1983–1990 Sven Bergman (1985- Erik Ljungkvist vikariat)
- 1990-1997 Björn Flink
- 1997-2005:Sten Falkner